# Paraspilotragus diversevittatus
Paraspilotragus diversevittatus là một loài bọ cánh cứng trong họ Cerambycidae.